# Atractus loveridgei
Atractus loveridgei este o specie de șerpi din genul Atractus, familia Colubridae, descrisă de Amaral 1930. Conform Catalogue of Life specia Atractus loveridgei nu are subspecii cunoscute.